# Калея
Калея – мистецька група молоді, створена із єврейського середовища в Міжвоєнний період у Дрогобичі. До складу групи увійшли аматори та початківці у сфері мистецтва. 
Ініціаторкою і співзасновницею групи стала Марія Будрацька, що й дала назву групі «Kaleia», тобто «красні речі». На основі Калеї, у неформальному товаристві, існував камерний колектив. До групи також був долучений відомий художник і письменник Бруно Шульц.   